# Teodolito

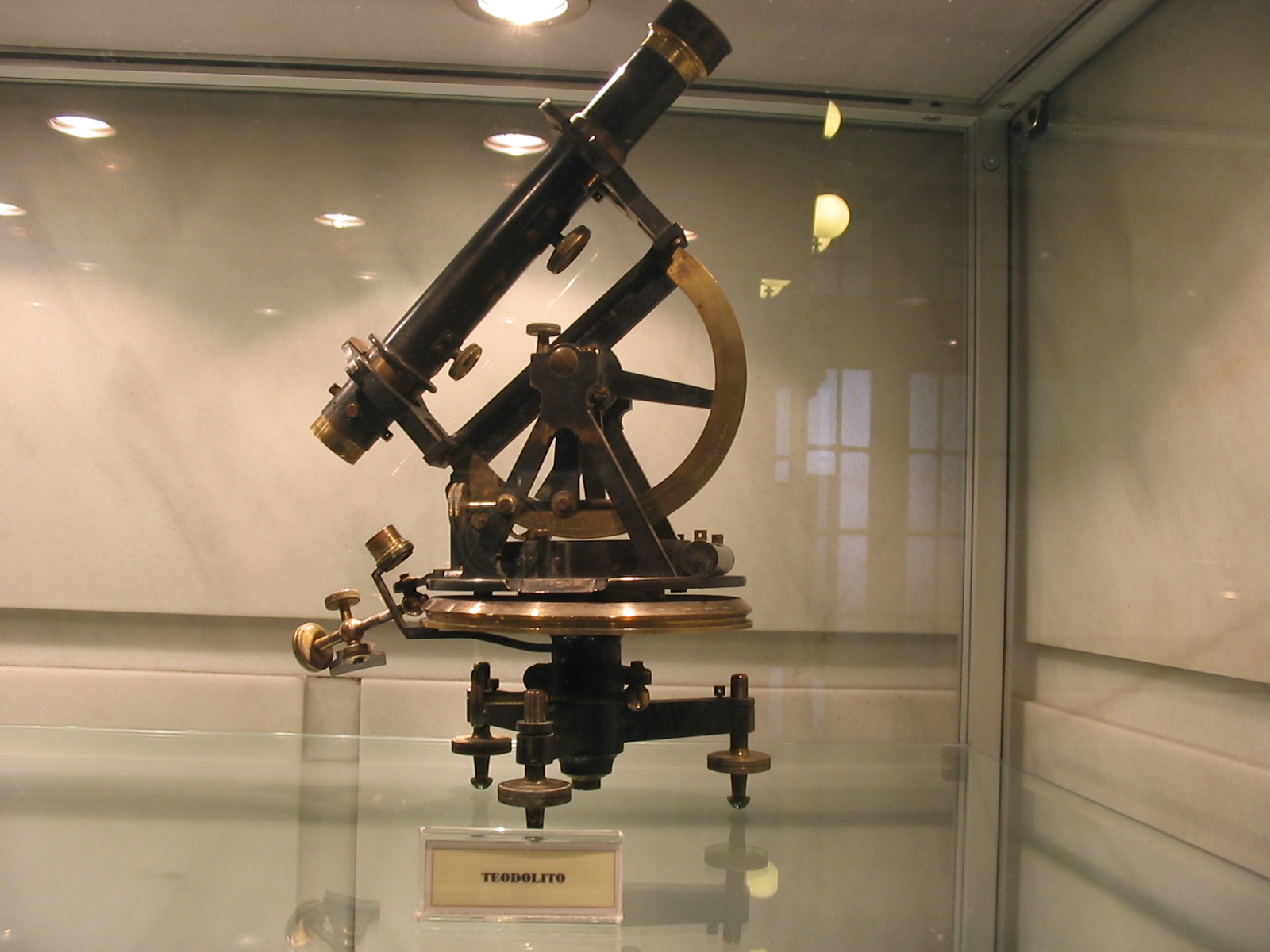
Teodolito exposto no Museu Geomineral de Madrid

O teodolito é um instrumento de precisão óptico que mede ângulos verticais e horizontais, aplicado em diversos setores como na navegação, na construção civil, na  agricultura e na meteorologia.

## Conceitos de operação

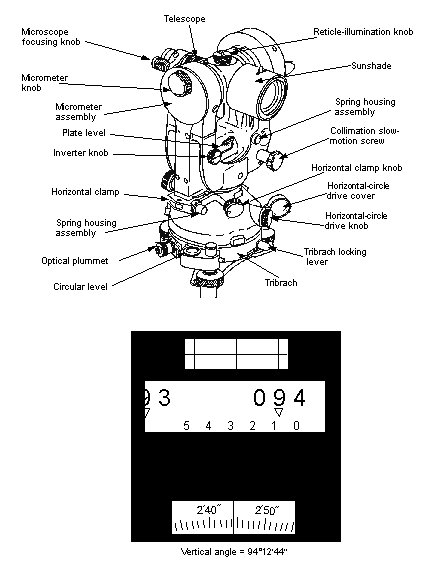
Diagrama de um teodolito ótico

Eixos e círculos de um teodolito

Ambos os eixos de um teodolito estão equipados com círculos graduados que podem ser lidos através de lentes de aumento. (R. Anders ajudou M. Denham a descobrir essa tecnologia em 1864.) O círculo vertical que se move sobre o eixo horizontal deve estar a 90° quando o eixo horizontal é visto.

## Estrutura física
A estrutura de um teodolito é feita a partir do movimento circular de dois eixos independentes, sendo um fixo e outro móvel (eixo duplo). O eixo móvel é fixado pelos parafusos de pressão. O limbo horizontal permite o travamento em qualquer posição, realizando leitura de graus, como também de minutos e segundos. Para a leitura, é necessário outras como o tripé regulável, o contrapeso, os limbos horizontais e verticais, o nômio, o nível de bolha, o filtro de luz e as lupas oculares. 
| Componente:                            | Função: |
| -------------------------------------- | --- |
| Contrapeso                             | Serve para proporcionar o equilíbrio do instrumento, com a compensação de peso da luneta superior e do círculo vertical. |
| Limbo ou círculo horizontal e vertical | Região onde se encontra as graduações e as divisões angulares do instrumento. |
| Luneta                                 | Aplicado na observação de imagens e objetos a uma determinada distância. Ela é composta de um tubo e três lentes: uma objetiva (com capacidade de convergir a maior radiação solar possível para o aparelho observa ângulos em grande distância focal), uma lente analisadora (aplicado para focar a imagem) e um ocular(para a ampliação do foco das lentes objetivas). |
| Lupas oculares                         | Instrumento aplicado para a ampliar o foco e a visão das marcações do limbo e aumentar a precisão das medidas dos ângulos. |
| Nível de bolha                         | Utilizado a mostrar o nivelamento em relação ao objeto. Para saber o nivelamento é necessário observar se a bolha está em cima do marcador. A manipulação dos tripés proporcionam a regulação do nível de bolha. |
| Nônio                                  | Sistema de regulagem micrométrica adaptado ao limbo para adquisição de medidas de pequenos ângulos. |
| Tripé regulável                        | Estrutura para escorar toda a estrutura do teodolito com a possibilidade de regulação. |
| Vidro despolido                        | Material desenvolvido para a minimização da intensidade da intensidade luminosa solar e facilitar a leitura do limbo graduado. |
| Dados                                  | [ 2 ] |

## História
Antes da invenção do teodolito já foram desenvolvidos outros materiais para a mensura dos ângulos. A civilização egípcia utilizava a groma que era uma versão original do teodolito, útil na construção das pirâmides e a civilização romana desenvolveu a dioptra com a mesma finalidade, sendo descrito nos textos antigos como um sinônimo do teodolito. Porém no ano de 1571, Leonard Digges construiu o que seria um teodolito primitivo do qual chamou de "theodolitus". era um instrumento com um círculo dividido e um quadrado com uma bússola no centro sem o telescópio.

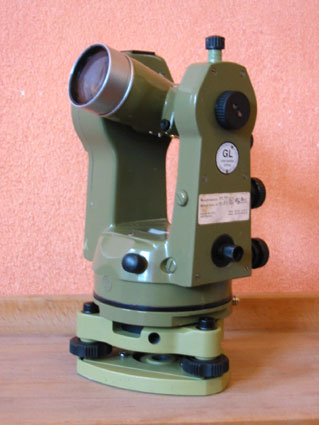
Teodolito mecânico, modelo: Kern DKM2-A

Em 1773, Jesse Ramsden inventou um motor de divisão mecânico viabilizando a ampliação da oferta do dispositivo por ter uma melhor precisão à época, do qual proporcionou a Inglaterra a vanguarda na produção deste instrumento. 
Porém a construção do primeiro teodolito foi feita por Jonathan Sisson com quatro parafusos niveladores, apesar de sua invenção ser atribuída a Ignácio Porro, inventor de instrumentos óticos, em 1835. Na época, Ignácio Porro inventou o taquímetro auto-redutor, um instrumento que tinha todos os componentes do teodolito, mas com um dispositivo ótico. A invenção do teodolito tinha o objetivo de substituir o círculo de borda. Conforme o telescópio, o mesmo instrumento que permitia a medição de distância, elevação e direção, reduzindo significativamente o tempo usado para um levantamento topográfico e aumentando a precisão.
Em 1838, o engenheiro inglês William John Macquorn Rankine desenvolveu a integração de todos os dispositivos do teodolito, melhorando significativamente no trabalho nas edificações. Este instrumento foi muito importante para as expedições cartográficas e nas demarcações territoriais como do Planalto Central do Brasil, em 1892, e pela Comissão de Limites entre Brasil e Bolívia. O teodolito não houve desde então alterações significativas até 1950, do qual adiciona-se os processos de automatização e a adotação das medidas eletrônicas. Além disso, foram desenvolvidos novos instrumentos baseados no teodolito, como a estação total.

## Tipos
Existe uma diversidade de teodolitos para diversos tipos de usos, precisões e alcances. Originalmente apenas um aparelho óptico, hoje, estão disponíveis no mercado teodolitos automáticos que, por meio de dispositivos eletrônicos, fazem a leitura dos pontos e os armazenam na memória, sendo possível exportá-los por software para confecção de mapas com as características topográficas do local medido.
Uma estação total é um instrumento óptico usado em inspeção moderna. É uma combinação de um teodolito eletrônico (trânsito), um dispositivo de medição eletrônica de distância (EDM) e software que correm em um computador externo. Com uma estação total a pessoa pode determinar ângulos e distâncias do instrumento para pontos a serem inspecionados. Com a ajuda da trigonometria, pode-se usar os ângulos e distâncias para calcular as coordenadas de posições atuais (X, Y e Z ou northing, easting e elevação) de pontos inspecionados ou a posição do instrumento de pontos conhecidos, em condições absolutas. Os dados podem ser carregados do teodolito para um computador e lido por um software de aplicação gerará um mapa da área inspecionada. Algumas estações de totais também têm uma interface de GPS.

## Exemplo de uso

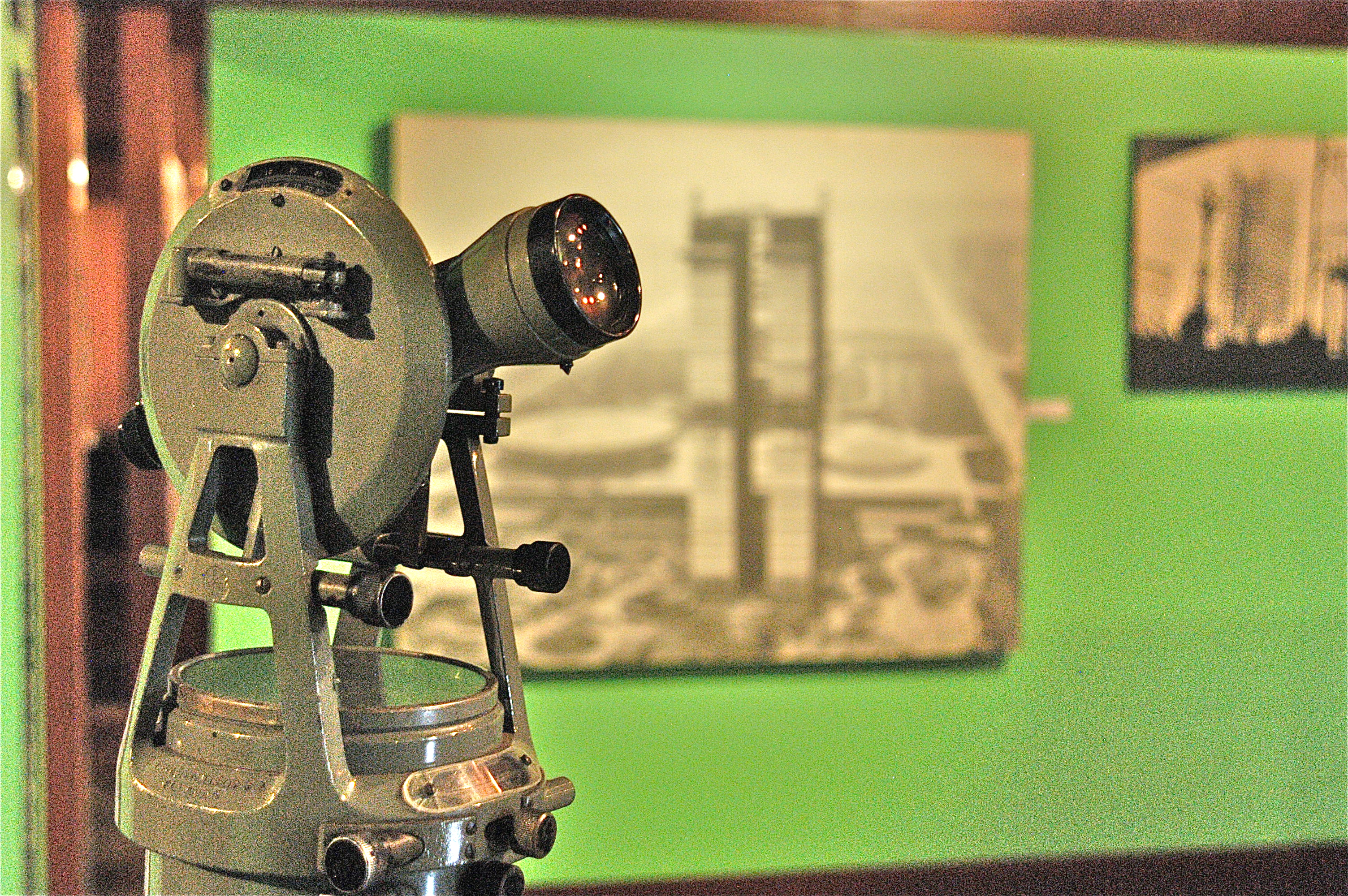
Teodolito usado na construção de Brasília

No caso de se calcular a área de um local, primeiramente o teodolito é posicionado no primeiro ponto, de forma que totalmente nivelado com o eixo de gravidade do local e que o 0° do movimento horizontal esteja direcionado a um ponto de referência no polo mais próximo. Depois, o segundo ponto, marcado com uma estaca ou outro ponto (como uma árvore), é mirado através do telescópio, e a angulação obtida é medida na horizontal e na vertical. Usando uma fita métrica, mede-se a distância entre os dois pontos. A partir desse esse raciocínio, a distância e os ângulos vertical e horizontal entre os outros pontos do local a ser estudado são medidos e a área pode ser calculada. Muito usado em metalurgia.